# Ares Vallis
Ares Vallis es un canal de salida en Marte llamado así por el nombre griego de Marte: Ares, el dios de la guerra. Ares Vallis está en el cuadrángulo de Oxia Palus. El canal parece haber sido tallado por fluidos, quizás agua. El valle 'fluye' al noroeste de la montañosa Margaritifer Terra, donde la depresión Iani Chaos de 180 km (110 mi) de largo y 200 km (120 mi) de ancho) está conectada con el comienzo de Ares Vallis por un 100 km (62 mi) amplia zona de transición centrada en 342,5° Este (17,5 Oeste) y 3° Norte. Luego continúa a través de las antiguas tierras altas de Xanthe Terra y termina en una región similar a un delta de Chryse Planitia. Ares Vallis fue el lugar de aterrizaje de la nave espacial Mars Pathfinder de la NASA, que estudió una región del valle cerca de la frontera con Chryse en 1997.
Se ha argumentado que los valles de Uzboi, Ladon, Margaritifer y Ares, aunque ahora están separados por grandes cráteres, una vez comprendieron un solo canal de salida, que fluía hacia el norte hacia Chryse Planitia. Se ha sugerido que la fuente de este flujo de salida es el desbordamiento del cráter Argyre, anteriormente lleno hasta el borde como un lago por canales (Surius, Dzigai y Palacopus Valles) que drenan desde el polo sur. De ser real, la longitud total de este sistema de drenaje sería de más de 8.000 km (5.000 millas), la ruta de drenaje más larga conocida en el Sistema Solar.. Según esta sugerencia, la forma existente del canal de salida Ares Vallis sería una remodelación de una estructura preexistente. Este largo camino para el flujo de agua se ha denominado sistema Uzboi-Landon-Morava (ULM). El agua de este sistema pudo haber ayudado a formar Ares Vallis.
La investigación, publicada en enero de 2010, sugiere que Marte tenía lagos, cada uno de unos 20 km (12 millas) de ancho, a lo largo de partes del ecuador. Aunque investigaciones anteriores mostraron que Marte tuvo una historia temprana cálida y húmeda que se secó hace mucho tiempo, estos lagos existieron en la Época Hesperiana, un período mucho más antiguo. Usando imágenes detalladas del Mars Reconnaissance Orbiter de la NASA, los investigadores especulan que puede haber habido una mayor actividad volcánica, impactos de meteoritos o cambios en la órbita de Marte durante este período para calentar la atmósfera de Marte lo suficiente como para derretir el abundante hielo presente en el suelo. Los volcanes habrían liberado gases que espesaron la atmósfera durante un período temporal, atrapando más luz solar y calentándola lo suficiente como para que existiera agua líquida. En este nuevo estudio, se descubrieron canales que conectaban cuencas lacustres cerca de Ares Vallis. Cuando un lago se llenó, sus aguas se desbordaron y tallaron los canales en un área más baja donde se formaría otro lago. Estos lagos serían otro lugar para buscar evidencia de vida presente o pasada.

## Galería

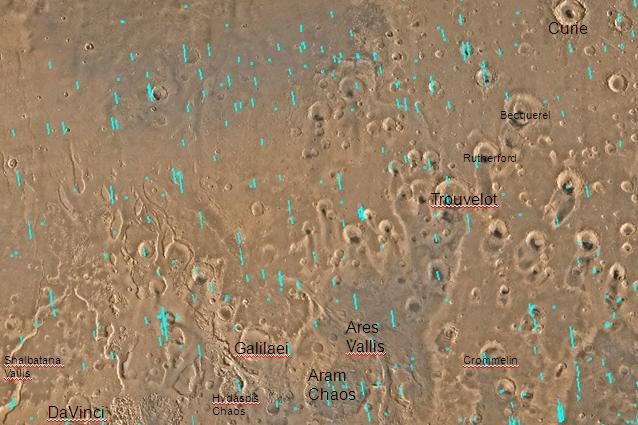
Mapa cuadrangular de Oxia Palus etiquetado con las características principales. Este cuadrilátero contiene muchas áreas colapsadas del Caos y muchos canales de salida (antiguos valles de ríos). Ares Vallis está cerca del centro inferior.
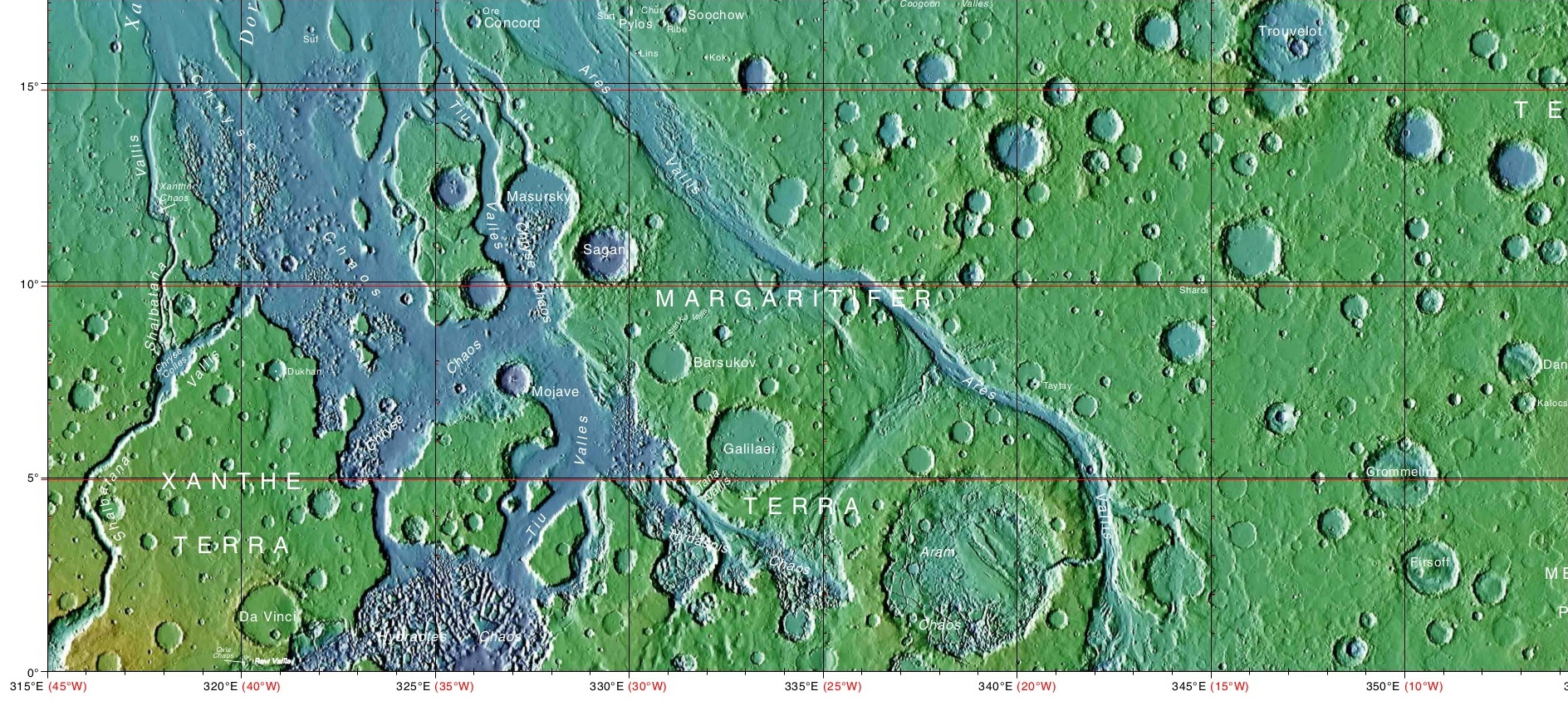
Mapa tográfico de la región de Oxia Palus de Marte que muestra la ubicación de varias regiones y valles del caos, incluido Ares Vallis
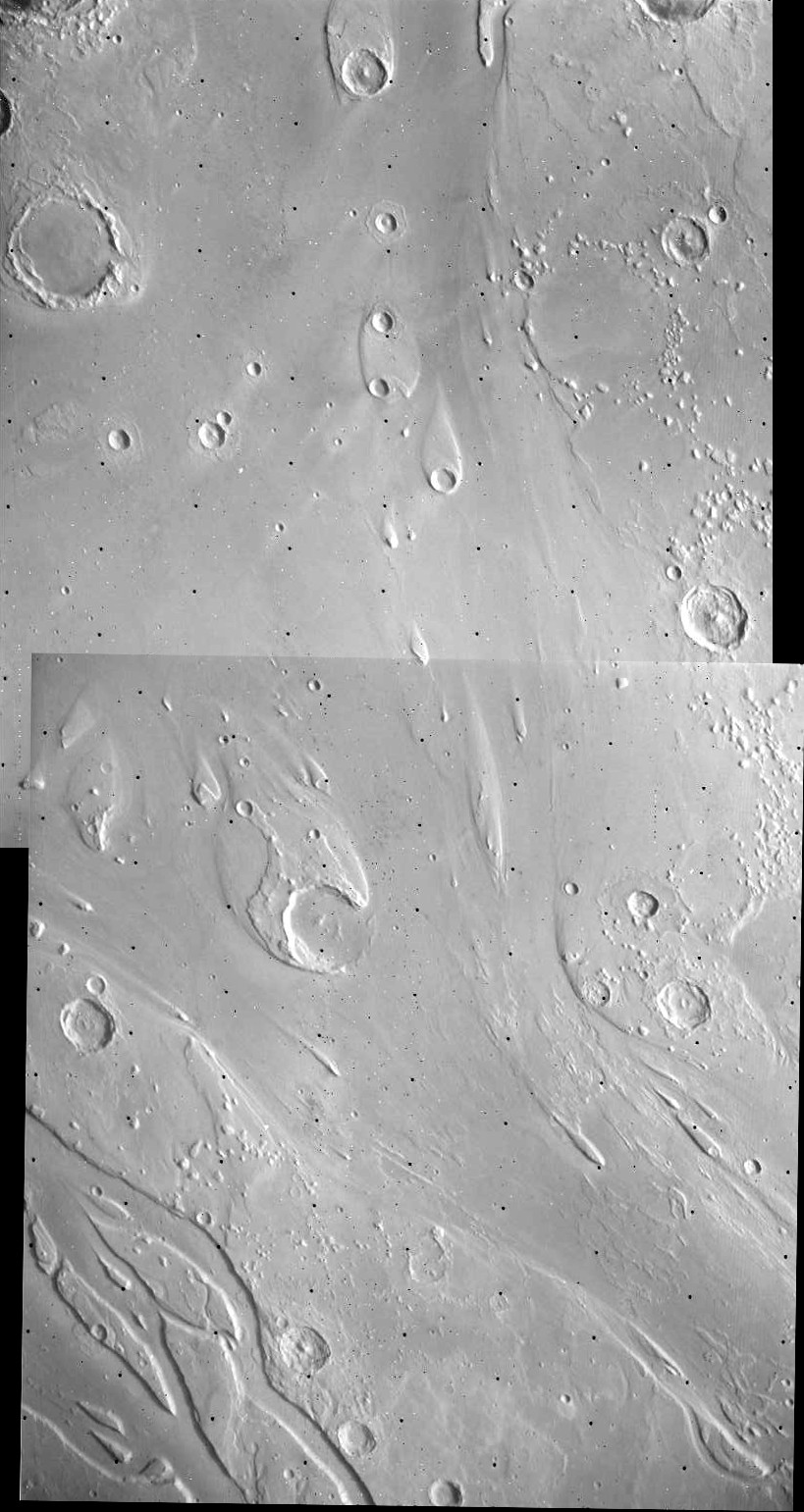
Mosaico vikingo de la boca de Ares Vallis. La imagen de la derecha se encuentra en la parte inferior derecha de esta imagen.
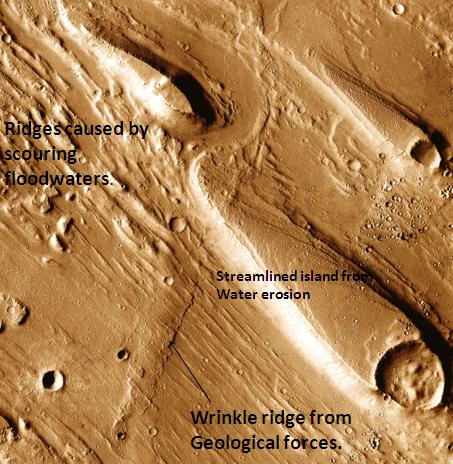
Elementos de erosión en Ares Vallis, vistos por THEMIS
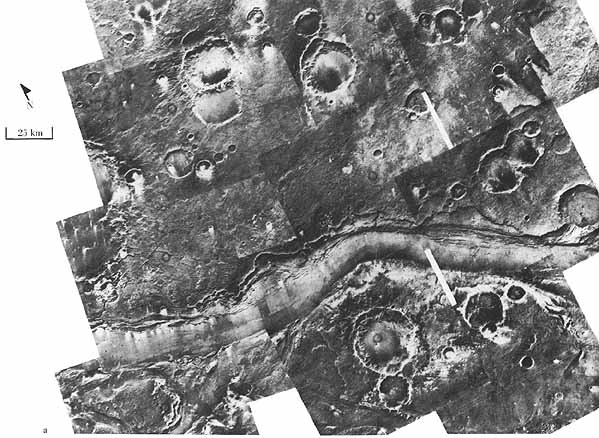
Ares Vallis, visto por Viking. El canal tiene 25 km (16 millas) de ancho y aproximadamente 1 km (0,62 millas) de profundidad.
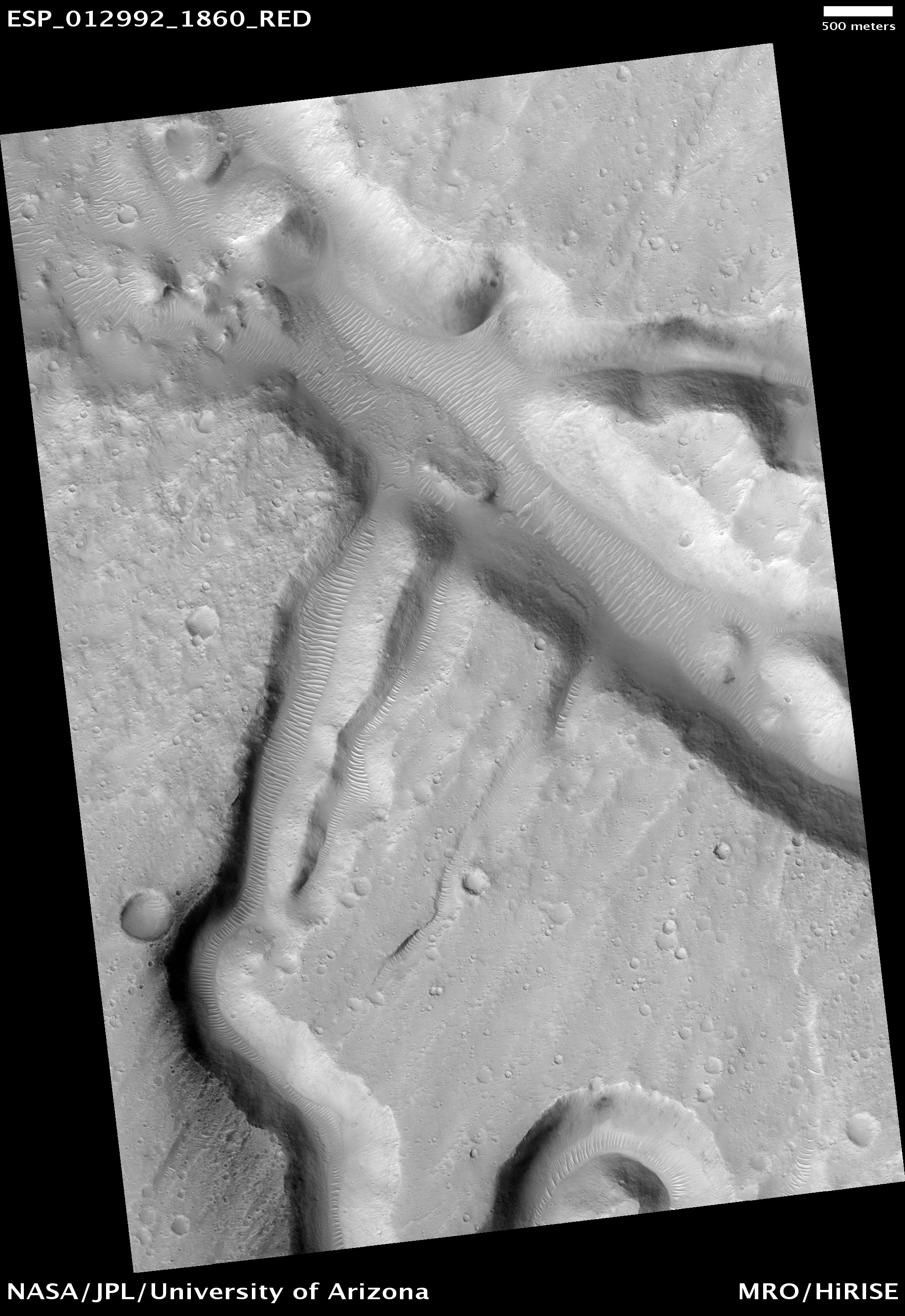
Canales en la región de Ares Vallis, vistos por HiRISE.
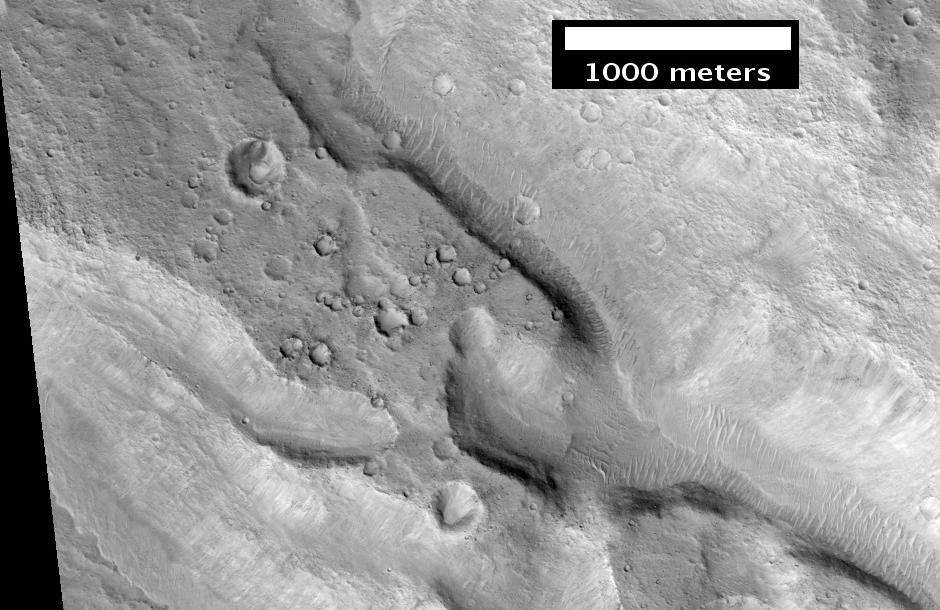
Ares Vallis, visto por HiRISE
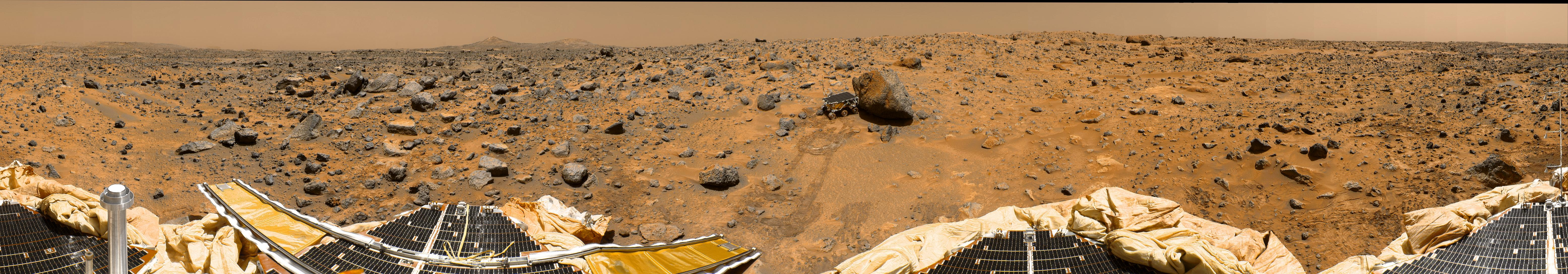
Una vista panorámica de parte de Ares Vallis tomada por Mars Pathfinder